# Quadrangle de Sedna Planitia
Le quadrangle de Sedna Planitia (littéralement :  quadrangle de la plaine de Sedna), aussi identifié par le code USGS V-19, est une région cartographique en quadrangle sur Vénus. Elle est définie par des latitudes comprises entre 25° et 50° N et des longitudes comprises entre 330° et 360° E,. Il tire son nom de la plaine de Sedna.